# Kapital (knjiga)
Kapital (1. izd. 1867) je najvažnije djelo njemačkog ekonomiste i filozofa Karl Marksa. Djelo se sastoji od triju knjiga, a bavi se kritikom kapitalističkog sistema. Marks je na tom djelu radio 40-ak godina, a uspio je dovršiti samo prvu knjigu, dok je druge dvije dovršio njegov prijatelj i saradnik Fridrih Engels nakon Marksove smrti 1883. godine.

## Spoljašnje veze
- Digitalna verzija Kapitala
- Digitalna verzija Kapitala (samo 1. tom)